# Сарајевски атентат (филм из 1972)
Сарајевски атентат је југословенска телевизијска драма из 1972. године. Режирао ју је Арсеније Јовановић, који је адаптирао сценарио Радослава Ђорића.